# 等幅フォント

プロポーショナルフォントと等幅フォント

等幅フォント（とうはばフォント、とうふくフォント、英: monospaced font）は、グリフ幅を固定された幅（モノスペース）で実装したフォント。

## 概要

欧文フォントの等幅フォント

等幅フォントは、文字によって文字の幅が異なるプロポーショナルフォントと対比させて使用される概念である。文字の種類により文字幅が変化しないため、文字数が同一であれば、その行は同じ幅になることや、同一の文字数の位置は横方向で同じ位置になること、一定の幅の用紙に文字を打刻する場合にどれだけ文字を入れられるかが明らかになるなどの特徴がある。文字で表組するのに用いる罫線要素の文字は等幅フォントのこの性質を用いるものである。
ラテン文字において、初期の等幅フォントはタイプライターであり、タイプライターでは等幅フォントしか使用できなかった。
JIS文字集合の等幅フォントとは、日本語やアイヌ語を表記するのに使われる文字群（平仮名、片仮名、漢字、句読点、括弧など）のグリフを全角等幅などの固定幅、その他のラテン文字を半角等幅などの固定幅で実装したものを指す。
フォントに含まれる文字群の一部または全部にプロポーショナル幅のグリフのあるフォントについては、それらの文字以外の文字の幅が等幅であっても、等幅フォントとは呼ばない。

## コンピュータにおける使用
コンピュータでは、初期の頃は画面や面板に表示される文字は等幅フォントのみであった。また、印刷される文字も等幅フォントの文字のみであった。その後プロポーショナルフォントが使用されるようになってからも、さまざまな用途で使用され続けている。パーソナルコンピュータ（PC）においては、MS-DOSのようなキャラクタユーザインタフェース（CUI）を基本とするオペレーティングシステム（OS）が廃れ、Microsoft Windowsのようなグラフィカルユーザインタフェース（GUI）が主流となってからも、コマンドラインインタプリタ（Windowsのcmd.exe/PowerShellやUnix系ターミナルなど）では等幅フォントが用いられている。古い携帯電話（フィーチャーフォン）に含まれるフォントも等幅フォントであった。電光掲示板などでも等幅フォントが主流である。
等幅フォントの利点としては、コンピュータの仕様上フォントデータの格納に少ないメモリで済むことや、文字幅が同じであるためカーニングなどの調整が不要となり、文字の描画処理が単純かつ高速にできることなどが挙げられる。
ウェブブラウザなどでは、プロポーショナルフォントと等幅フォントを別に設定することができ、HTMLやCSSなどでは等幅フォントになるタグやスタイルの設定を指示するコードがある。
等幅フォントのフォントファイルはTrueTypeやOpenTypeの場合特定のフラグをmonospacedにすることで実装される。
- データ放送の文字では等幅フォントが使用される。
- TrueTypeフォントでは、「P」を付けたフォントをプロポーショナルフォント、つけていないフォントを等幅フォントとして区別することがある。
- CIDフォントの場合、同一のフォントにプロポーショナルの文字と等幅の文字が含まれる。
- プログラムのソースコードは等幅フォントで表示することが多い。テキストエディタも通例等幅フォントが使用される。

## 等幅フォントの例
| フォント名                           | 文字集合                                | 提供元           | 備考                                                                                      |
| ------------------------------------ | --------------------------------------- | ---------------- | ----------------------------------------------------------------------------------------- |
| Nimbus Mono                          | ラテン文字、 キリル文字、 ほか          |                  | 一部のLinuxに搭載されている。                                                             |
| さざなみフォント IPAゴシック IPA明朝 | JIS X 0213                              |                  | Linuxに搭載されている。                                                                   |
| VLゴシック                           | JIS X 0208ほか                          |                  | Linuxに搭載されている。                                                                   |
| Courier                              | ラテン文字                              |                  | macOS、Windowsに搭載されている。                                                          |
| Monaco                               | ラテン文字、 キリル文字、 ほか          |                  | macOSに搭載されている。                                                                   |
| Osaka−等幅                           | MacJapanese                             |                  | macOSで利用可能だが、デフォルトでは搭載されていないため追加でダウンロードする必要がある。 |
| FixedSys Courier New Terminal (書体) | ラテン文字、 キリル文字、 ほか          |                  | Windowsに搭載されている。                                                                 |
| MS ゴシック MS 明朝                  | JIS X 0213、 Microsoft互換文字          | マイクロソフト   | Windowsに搭載されている。                                                                 |
| SimSun                               | GB 18030、 Microsoft互換文字            |                  | Windowsに搭載されている。                                                                 |
| MingLiU                              | CNS 11643、 Microsoft互換文字           |                  | Windowsに搭載されている。                                                                 |
| Noto Sans Mono                       | ラテン文字、 キリル文字、 ほか          |                  | Noto fontsのひとつ。                                                                      |
| Noto Sans Mono CJK                   | JIS X 0213、 簡体字、 繁体字、 ハングル |                  | Noto fontsのひとつ。                                                                      |
| HGフォント各種                       | JIS X 0208                              | リコー           | Microsoft Officeに付属。                                                                  |
| DFフォント各種                       | JIS X 0208、 中国語文字                 | ダイナコムウェア |                                                                                           |
| 梅ゴシック 梅明朝                    | JIS X 0213                              |                  |                                                                                           |